# Hoschton
Hoschton es un pueblo ubicado en el condado de Jackson en el estado estadounidense de Georgia. En el censo de 2000, su población era de 1.070.

## Demografía
En el 2000 la renta per cápita promedia del hogar era de $50,625, y el ingreso promedio para una familia era de $57,917. El ingreso per cápita para la localidad era de $22,416. Los hombres tenían un ingreso per cápita de $40,000 contra $27,153 para las mujeres.

## Geografía
Hoschton se encuentra ubicado en las coordenadas 34°5′46″N 83°45′40″O / 34.09611, -83.76111 (34.096164, -83.761083).
Según la Oficina del Censo, la localidad tiene un área total de 6,3 km² (2,4 mi²), de la cual 6,3 km² (2,4 mi²) es tierra y 0 km² (0 mi²) (0.00%) es agua.